# انتخابات سراسری غنا (۲۰۲۰)
انتخابات سراسری غنا (انگلیسی: 2020 Ghanaian general election) در ۷ دسامبر در غنا برگزار شد. رئیس‌جمهور فعلی نانا آکوفو-آدودو از حزب میهن‌پرست جدید (NPP) در دور اول پس از کسب اکثریت آرا مجدداً انتخاب شد.

## سیستم انتخاباتی
رئیس‌جمهور غنا با استفاده از سیستم دو مرحله انتخاب می‌شود، در حالی که ۲۷۵ نماینده پارلمان در حوزه‌های انتخابیه تک عضو با استفاده از رأی‌گیری نخست‌گزینی انتخاب می‌شوند.
رأی‌دهندگان واجد شرایط باید شهروندان غنا باشند که حداقل ۱۸ سال سن داشته باشند، یا در حوزه انتخابیه خود ساکن باشند یا از ده سال قبل از انتخابات حداقل پنج سال در آنجا زندگی کرده باشند.